# Antoniuscollege
Het Antoniuscollege is een Nederlandse middelbare school. Het Antoniuscollege is een onderdeel van de katholieke scholengemeenschap Carmelcollege Gouda voor voortgezet onderwijs in Gouda.
De school werd in 1949 als rooms-katholieke school voor middelbaar onderwijs opgericht met als naam Sint-Antoniuscollege. Tot 1961 werd gebruik gemaakt van verschillende bestaande lokaliteiten verspreid over de stad. In 1961 werd het onderwijs gecentraliseerd op één adres - in noodgebouwen - aan de IJssellaan. In 1966 kon de nieuwgebouwde accommodatie aan de John Mottstraat in gebruik worden genomen. In 1995 fuseerden enkele katholieke scholen in Gouda en omstreken in het algemeen bijzonder onderwijs, het voorbereidend beroepsonderwijs en het mavo-onderwijs met het Sint-Antoniuscollege tot een brede scholengemeenschap.
De havo/vwo-afdelingen zijn ondergebracht in het Antoniuscollege Gouda. De mavo-afdeling is onderdeel van Antoniusmavo XL. Samen vormen zij het Carmelcollege Gouda, onderdeel van de stichting Carmelcollege in Hengelo. Het Antoniuscollege biedt onderwijs op havo- en vwo-niveau (gymnasium en atheneum). Binnen het havo- en vwo-programma wordt ook tweetalig- en technasium onderwijs gegeven.
De school heeft partnerovereenkomsten met scholen in Polen, Tsjechië, Spanje, Italië en China.

## Bekende oud-scholieren
- Hind Laroussi, zangeres
- Jeanine Hennis-Plasschaert, VVD-politica
- Jennifer Hoffman, actrice en presentatrice
- Teske de Schepper, blogger, vlogger en zangeres
- Bas Smit, ondernemer en influencer